# Costante di Meissel-Mertens
La costante di Meissel-Mertens è una costante matematica usata principalmente in teoria dei numeri e definita come il limite della differenza fra la serie armonica sommata solo sui numeri primi e il logaritmo (naturale) del logaritmo:
{\displaystyle B_{1}=\lim _{n\rightarrow \infty }\left(\sum _{p\leq n}{\frac {1}{p}}-\ln(\ln(n))\right)=\gamma +\sum _{p}\left[\ln \left(1-{\frac {1}{p}}\right)+{\frac {1}{p}}\right],}
ove γ è la costante di Eulero - Mascheroni, che ha una definizione analoga comprendente una somma su tutti gli interi (e non solo sui numeri primi).
Il valore della costante di Meissel-Mertens è approssimativamente
B1 = 0,261497212847642783755426838608695859...
I due logaritmi (log di log) nel limite nella definizione della costante di Meissel-Mertens possono essere pensati come una conseguenza della combinazione del teorema dei numeri primi con il fatto che ci sia il logaritmo nella definizione della costante di Eulero-Mascheroni.
Questa costante è talvolta chiamata semplicemente costante di Mertens.  Inoltre nella letteratura matematica è talvolta indicata come costante di Kronecker, o costante di Hadamard-de la Vallée-Poussin, oppure costante reciproca dei numeri primi.